# Amir K. Naji
Amir K. Naji, född 13 juni 1978, är en svensk skådespelare och artist som är bosatt i Solna. Naji har medverkat i dramaserien Poliser som visades på SVT1 under hösten 2006. I filmen spelade han rollen som polisen Nemat.
Kasra, som K:et står för, är även regissör till 4 kortfilmer, "Lost in the year 3775", "Navjute, the Initiation", "Vilja" ("Will") och "Rosebud: the skipping of an Age"
som är en kort dokumentär och filmen "CITIZEN KANE" och dess Orson Welles.

## Filmografi
- 1998 - 6:e Juni                                        (Aktör)
- 2006 - Poliser.                                         (Aktör)
- 2007 - Lost in the year 3775                    (Regi)
- 2008 - Navjute, the Initiation                    (Regi)
- 2011 - Vilja, Will                                       (Regi)
- 2015 - Rosebud, the Skipping of an Age (Regi)